# ألكساندر كلارك
ألكساندر كلارك (بالإنجليزية: Zander Clark)‏ (26 يونيو 1992 بغلاسكو في المملكة المتحدة - ) هو مدرب كرة قدم ولاعب كرة قدم بريطاني في مركز حراسة المرمى. لعب مع سانت جونستون وكوين أوف ساوث وإلغين سيتي ‏.

## روابط خارجية
- ألكساندر كلارك على موقع الاتحاد الأوربي (الإنجليزية)
- ألكساندر كلارك على موقع الاتحاد الإسكتلندي (الإنجليزية)
- ألكساندر كلارك على موقع قاعدة بيانات كرة القدم.إي يو (الإنجليزية)
- ألكساندر كلارك على موقع Soccerbase.com (لاعب) (الإنجليزية)
- ألكساندر كلارك على موقع Soccerway.com (الإنجليزية)